# آمارانتوس بلیتوم
آمارانتوس بلیتوم (در متون طب سنتی بقلة یمانیة، یربوزه) (نام علمی: Amaranthus blitum) نام یک گونه از سرده تاج خروس است.
بیشتر در ردیف گلهای آپارتمانی است تا گیاهان برگی؛ با این همه آن را می توان در کنار پنجره یا در گلخانه با موفقیت نگهداری کرد. در تابستان و پاییز سنبله های دراز و آویزان آمارانتوس ظاهر می شوند. هر یک از آنها از گلهای کوچک فراوان تشکیل شده است. بوته ی آمارانتوس ساقه های سرخ رنگ به وجود می آورد و با گذشت زمان برگ آن برنزی می شود.